# 安部翔大
安部 翔大（あべ しょうだい、1999年11月3日 - ）は、日本の男子バレーボール選手である。

## 来歴
福岡県筑紫野市出身。友人に誘われたのがきっかけで中学1年生からバレーボールを始める。
東福岡高等学校、東海大学を経て、2021-22シーズン、V.LEAGUE DIVISION1 MEN（V1男子）に所属する大分三好ヴァイセアドラーの内定選手となった。内定選手としてV1の試合に出場しVリーグデビューも果たした。
2022年、大学卒業後に、大分三好ヴァイセアドラーに入団した。
2024年、大分三好の休部に伴いVC長野トライデンツに移籍した。

## 人物
- VC長野ではTPR株式会社に所属している[5]。

## 所属チーム
- 東福岡高等学校（2015-2018年）
- 東海大学（2018-2022年）
- 大分三好ヴァイセアドラー（2022-2024年）
- VC長野トライデンツ（2024年-）